# أقاليم إرتريا

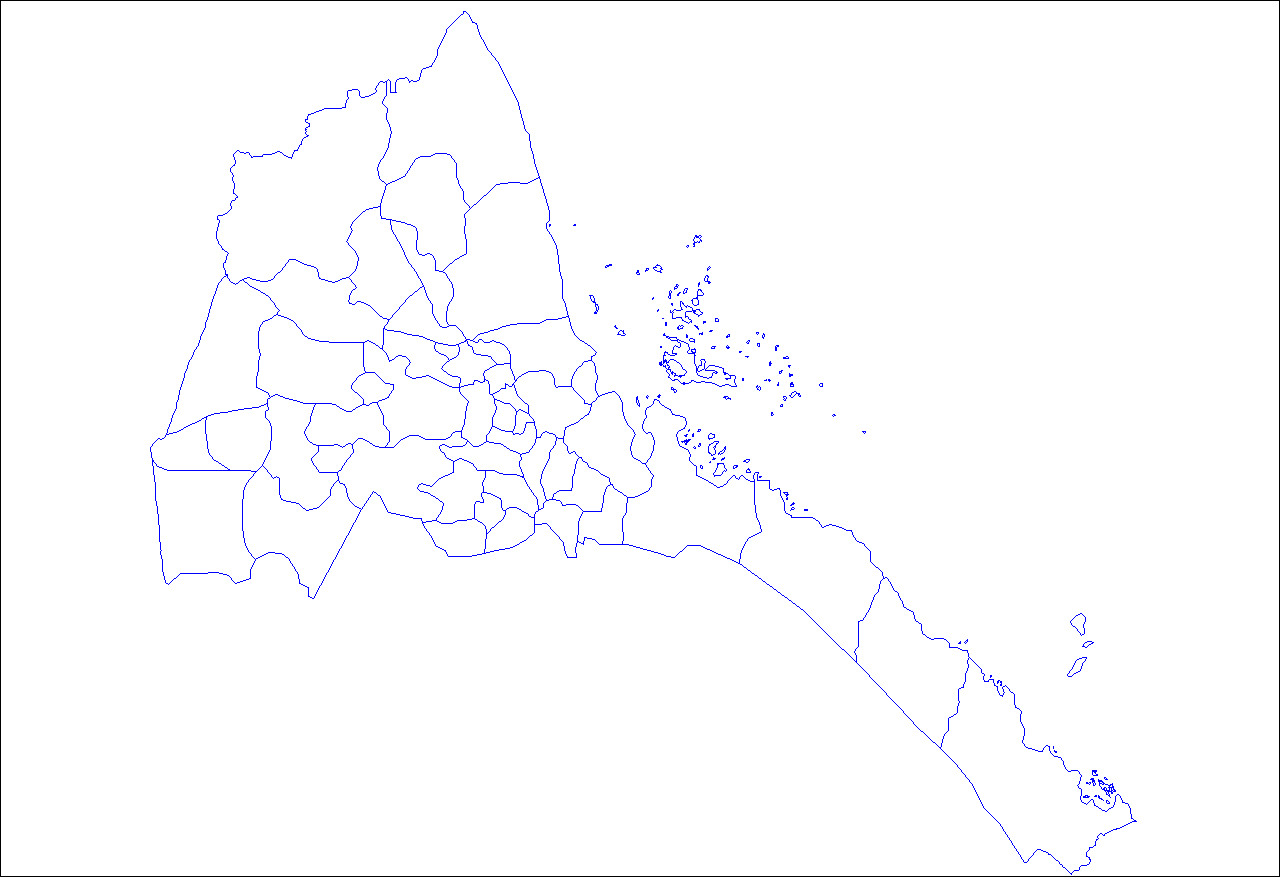
أقاليم إرتريا

تقسم مناطق إرتريا إلى أقاليم كما في الخريطة:

## المصدر
- موقع Awate.com:الاحصائيات